# Pallikot
Pallikot (nep. पाल्कीकोट) – gaun wikas samiti w zachodniej części Nepalu w strefie Lumbini w dystrykcie Gulmi. Według nepalskiego spisu powszechnego z 2001 roku liczył on 579 gospodarstw domowych i 3018 mieszkańców (1696 kobiet i 1322 mężczyzn).